# Schussposition
Im militärischen Sinn bedeutet Schussposition eine Stellung zweier militärischer Vehikel zueinander, die dem einen eine optimale Entfaltung seiner Waffenwirkung ermöglicht.
Im sportlichen Sinn (v. a. bei Ballsportarten mit Toren oder ähnlichen Zielen) bedeutet Schussposition, dass ein Spieler einer Mannschaft in einer optimalen Position zum Ziel steht. Der Schütze hat die besten Voraussetzungen um einen Punkt zu erzielen, denn er sieht das Ziel in voller Größe, was er aus einem anderen Winkel nicht hat. Diese Positionen sind meist vor dem Ziel. Je nach Sportart kann aber die Entfernung zum Ziel stark variieren.

## Nautisch
Bei Schiffen ist die Linienformation von besonderer Bedeutung. Die Schiffe einer Formation fahren hintereinander her und können so eine parallel dazu fahrende andere Flotte mit Breitseiten beschießen (daher auch Linienschiff).

## Avionisch
Bei Flugzeugen mit nach vorn gerichteten Geschützen hat das hintere die Möglichkeit das vordere zu beschießen. Bei einem Anflug von darüber/darunter ergibt sich eine größere Angriffsfläche auf das Ziel und damit eine vergrößerte Trefferwahrscheinlichkeit.
Daraus folgt die Notwendigkeit eines Ausweichmanövers, bei dem das verfolgte Flugzeug sich dem anderen durch Kurvenflug zu entziehen versucht. Dabei fliegt der Pilot mittelschnelle aber enge Kurven (Auskurven), womit er in der Regel zwei Ziele erreicht:
1. das jeweilige Zeitfenster zum erfolgreichen Beschießen seines Flugzeugs ist sehr klein
2. in dieser kurzen Zeit kann der Angreifer meist nicht spontan erfolgreich treffen, da er ja ein sich bewegendes Ziel aus einer nichthorizontalen Lage treffen muss. Ein Reflexionsvisier kann ihm dazu die voraussichtliche Trefferlage einigermaßen zuverlässig aufzeigen.

Dem Angreifer bleibt nur die Wahl, noch engere Kreise zu ziehen und durch Gieren einen brauchbaren Vorhaltepunkt zu finden. Dann verdeckt sein eigener Bug jedoch die Sicht auf den Gegner, was diesem die Gelegenheit zum Wegrollen/Abtauchen verleiht. Der Angreifer kann nun (sollte der Gegner aufgrund der Trägheit nicht ausweichen können) die Fahrt seines Flugzeugs drosseln oder den Radius erweitern und in dem Moment, wo er den Gegner erwartet, feuern.
Daraus resultieren zwei denkbare Schusspositionen:
1. die Tangentenposition: der Verfolger fliegt einen zuerst größeren Radius und schwenkt dann mit Hilfe des Höhenruders auf den Gegner ein (was ihn vor dem Feuer des Heckschützen eines leichten Bombers schützen kann)
2. die Sekantenposition: der Verfolge fliegt von Beginn an engere Kreise als sein Gegner und feuert dann vor den Bug des Verfolgten (bei Jagdflugzeugen die häufigste Methode)